# John Owusu
John Kwabena Owusu (* 25. Dezember 1925; † vor 2009) war ein ghanaischer Leichtathlet.
1952 trat Owusu als einer von sieben Athleten für die Goldküste bei den Olympischen Sommerspielen in der finnischen Hauptstadt Helsinki an. Im zweiten Vorlauf des 4-mal-100-Meter-Staffelbewerbes erreichte die Mannschaft der Goldküste mit Owusu als drittem Läufer sowie mit Gabriel Laryea, George Acquaah und Augustus Lawson nach einer Zeit von 42,1 Sekunden als Vierte das Ziel, was jedoch das Aus in Runde eins bedeutete.